# Farontóbogár-félék
A farontóbogár-félék (Lymexylidae) a rovarok (Insecta) osztályának a bogarak (Coleoptera) rendjébe, ezen belül a mindenevő bogarak (Polyphaga) alrendjébe tartozó család. A farontóbogár-szerűek (Lymexyloidea) öregcsaládját egyedül alkotja.

## Rendszerezés
A családba az alábbi alcsaládokat és nemeket sorolják:
- Atractocerinae
  - Arractocetus
  - Atractocerus
  - Fusicornis
  - Hymaloxylon
  - Raractocetus
  - Urtea
- Hylecoetinae
  - Hylecoetus (= Elateroides)
- Lymexylinae
  - Lymexylon
- Melittommatinae
  - Australymexylon
  - Melittomma
  - Melittommopsis
  - Promelittomma

## Magyarországon előforduló fajok
Lymexylinae (Fleming, 1821)
Lymexylon (Fabricius, 1775)
Hajófúró bogár (Lymexylon navale) (Linnaeus, 1758)
Hylecoetinae (Germar, 1818)
Hylecoetus (Latreille, 1806)
Penésztenyésztő fabogár (Hylecoetus dermestoides) (Linnaeus, 1761) (=Elateroides dermestoides)